# Georg Carl Amdrup
Georg Carl Amdrup, född 19 november 1866 i Köpenhamn, död 15 januari 1947, var en dansk sjöofficer och grönlandsforskare.

## Biografi
Amdrup blev officer 1888 och befordrades till kapten 1905. Han ledde 1898-1900 Carlsbergfondens expedition till Östgrönland i syfte att kartlägga och undersöka den då helt outforskade kuststräckan mellan omkring 66° nordlig bredd och Scoresbysund (omkring 70° nordlig bredd). År 1898 reste han med fyra följeslagare till Ammassalik (65° 36,7' nordlig bredd), varifrån han påföljande år bereste kusten norrut till 67° 22' nordlig bredd och upprättade flera depåer till hjälp för kommande resor norrifrån. Vid Nualik fann han en övergiven koloni, varifrån han samma höst hemförde en betydande etnografisk samling.
År 1900 gick Amdrup med det av honom förda skeppet "Antarctic" genom isen på omkring 74,5° nordlig bredd, och härifrån längs landet till Kap Dalton (69° 24,6' nordlig bredd). Medan expeditionens andreman, Nikolaj Hartz, med skeppet undersökte landet upp til Scoresbysund samt fjordarna norrut, arbetade Amdrup sig under stora mödor och faror söderut i en liten båt genom det mäktiga isbältet i polarströmmen och kartlade den outforskade sträckan, varefter han upphämtades av "Antarctic" vid Ammassalik. Genom denna utmärkt utrustade och förberedda expedition blev Kong Christian IX Land utvidgat norrut till Scoresbysund. Expeditionens resultat publicerades i "Meddelelser om Grønland", XXVII-XXIX.
Amdrup hedrades for dessa resor med förtjänstmedaljen i guld, Det kongelige danske geografiske selskabs guldmedalj och på olika sätt även av flera utländska geografiska sällskap. Amdrup skrev, som medlem av kommittén för Danmarkexpeditionen till Grönlands nordostkust 1906-1908, en berättelse om denna expedition i "Meddelelser om Grønland", XLI.
Amdrup var från 1905 adjutant hos prins Waldemar av Danmark och inträdde 1913 i Kommissionen for ledelsen af de geologiske og geografiske undersøgelser i Grønland (från 1931: Kommissionen for videnskabelige undersøgelser i Grønland), i vilken han var ordförande 1930-31. Han befordrades till kommendör 1916, konteramiral 1925 och viceamiral 1927. Han var medlem av redaktionen för "Grønland i tohundredåret for Hans Egede's landing" 1921 ("Meddelelser om Grønland", LX och LXI) samt för "Greenland", utgiven på Carlsbergfondets bekostnad (tre band, 1928-29).

## Utmärkelser
- Förtjänstmedaljen i guld,  1900[2]
- Dannebrogsmännens hederstecken,  1918[2]
- Storkors av Dannebrogorden,  1928[2]
- Kommendör med stora korset av Svärdsorden,  1935[4]

[Redigera Wikidata]